# Karl Kowanz
Karl Kowanz (15 aprile 1926 – Vienna, 13 dicembre 1998) è stato un calciatore e allenatore di calcio austriaco, di ruolo difensore.

## Carriera

### Club
Ha sempre giocato in club austriaci e con l'Austria Vienna nel 1953 vinse il campionato.

### Nazionale
Ha collezionato 17 presenze con la maglia della Nazionale.

## Palmarès
- Campionato austriaco: 1

Austria Vienna: 1952-1953
- Coppa d'Austria: 1

Wiener AC: 1958-1959